# Magdalena Łączak
Magdalena Łączak est une athlète polonaise, née le 3 juillet 1978. Spécialiste de l'ultra-trail , elle a notamment remporté la Transgrancanaria en 2018 et 2019.

## Résultats
| #   | féminin            | Course                                                  | Longueur | Départ            | Temps            |
| 34e | Médaille de bronze | 80 km du Mont-Blanc                                     | 80 km    | 27 juin 2014      | 12 h 58 min 51 s |
| 24e | Médaille d'argent  | Championnats d'Europe de skyrunning - Ultra SkyMarathon | 65 km    | 12 juillet 2015   | 9 h 30 min 37 s  |
| 22e | Médaille d'or      | Transgrancanaria                                        | 128 km   | 23 février 2018   | 15 h 18 min 37 s |
| 11e | Médaille de bronze | Zugspitz Ultratrail                                     | 101 km   | 16 juin 2018      | 13 h 25 min 35 s |
| 31e | Médaille d'argent  | Ultra Pirineu                                           | 110 km   | 29 septembre 2018 | 15 h 56 min 52 s |
| 22e | Médaille d'or      | Transgrancanaria                                        | 128 km   | 22 février 2019   | 16 h 22 min 56 s |
| 15e | Médaille d'or      | Zugspitz Supertrail                                     | 64 km    | 15 juin 2019      | 7 h 29 min 29 s  |